# František Mikulášek
František Mikulášek (24. dubna 1914, Šošůvka – 12. listopadu 1993 Znojmo) byl český římskokatolický kněz, jezuita a publicista.

## Život
Jezuitou se stal roku 1930. Studoval na mnoha univerzitách v Německu, Nizozemsku a Belgii. Poté se věnoval činnosti s mládeží. Ve 40. letech byl duchovním rádcem Mariánských družin, Sdružení katolické mládeže a Studentské katolické akce a redaktorem Dorostu. Sloužil zároveň jako kaplan na Vyšehradě. V březnu 1950 byl zatčen a počátkem dubna odsouzen ve vykonstruovaném procesu Machalka a spol. proti představeným řádů k 9 letům těžkého žaláře. Byl vězněn na Mírově a ve Valdicích a v pracovním táboře při lomu ve Rtyni v Podkrkonoší. Po propuštění (1959) se nejprve nesměl vrátit k duchovní službě a živil se mimo jiné jako dělník v lomu. Po návratu k duchovní službě (1967) působil jako šéfredaktor Katolických novin. Od roku 1970 dělal faráře v Praze-Podolí a od roku 1990 zase u svatého Ignáce z Loyoly v Praze. Zemřel roku 1993 a byl pohřben v řádovém hrobě na Vyšehradě.

## Dílo
- Za zdí a bez zdí (autentický životopis napsaný v roce 1980, vydaný knižně roku 1992)
- Starý zákon – co nám říká (1993)
- Nový zákon – Kristologie (1994)